# 雅姆·库泰

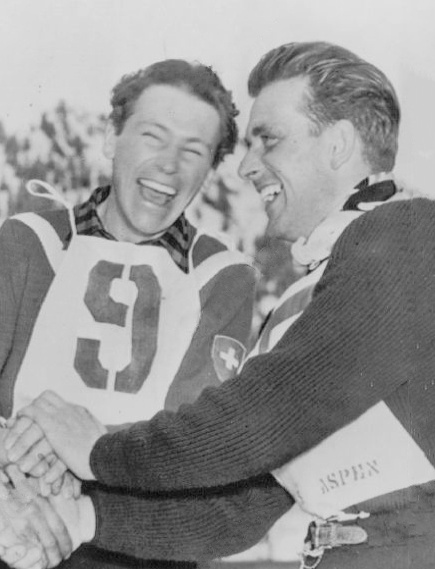
雅姆·库泰(右)

雅姆·库泰（法語：James Couttet，1921年7月6日—1997年11月13日），法国男子高山滑雪、跳台滑雪运动员。他曾代表法国参加1948年和1952年冬季奥林匹克运动会，共获得一枚银牌和一枚铜牌。